# Matole
La matole est un piège à petit oiseau (notamment l’alouette des champs et l'ortolan) qui est utilisé traditionnellement dans les Landes, le Lot-et-Garonne, le Tarn-et-Garonne et la Gironde.
La préparation des pièges réclame de préparer une surface cultivée pour faciliter l'installation des pièges, leur pose et la progression des oiseaux vers les matoles. Certaines cages sont posées directement au sol, d'autres accrochées à des tuteurs. Une matole est un piège qui prend l'ortolan vivant. L'oiseau est d'abord attiré par un appelant, puis il se dirige vers les grains de millet répandus sous chaque matole. En picorant, l'oiseau déséquilibre parfois la tige de fer qui retient la petite cage et il se retrouve prisonnier. 
Cette technique de chasse est aujourd'hui interdite pour l'ortolan, espèce protégée, et depuis peu elle est également interdite pour l'alouette des champs,.
Cette technique a fait l'objet d'un reportage du magazine Spécial Investigation de Canal Plus, le 15 juillet 2012.